# Fred Longstaffe
Frederick John „Fred“ Longstaffe ist ein kanadischer Geochemiker.

## Leben
Longstaffe studierte Geologie an der University of Windsor mit dem Bachelor-Abschluss 1973 und wurde 1978 an der McMaster University promoviert (The oxygen isotope and elemental geochemistry of Archean rocks from northern Ontario). Danach war er an der University of Alberta (Associate Professor) und 1987 erhielt er eine Professur an der University of Western Ontario, an der er auch 1999 Dekan für Wissenschaft und 2005 Provost und  Vizepräsident wurde. Er gründete dort ein Labor für stabile Isotope und hat dort einen Canada Research Chair in Wissenschaft stabiler Isotope.
Er benutzte Isotopenanalyse zur Forschung über Paläoklimatologie, Rekonstruktion von Paläoökosystemen besonders im Pleistozän und Holozän, in der Zoologie, Anthropologie und Botanik, Untersuchung hydrothermaler Lagerstätten, Ölsande, Tonmineralien, Diagenese von klastischen Sedimenten, Systematik von Gesteinen und Mineralien und Umweltforschung. 
Er ist seit 1997 Fellow der Royal Society of Canada und erhielt 2003 die Logan Medal. 1993 erhielt er die W. W. Hutchison Medal, 1998 die Past Presidents Medal der Mineralogical Association of Canada und erhielt 2007 die Willet G. Miller Medal der Royal Society of Canada. Er war Präsident der Geological Association of Canada. 2022 wurde Longstaffe zum Mitglied des Order of Canada ernannt.